# Halls of Amenti
Halls of Amenti è un EP del gruppo musicale statunitense Cephalic Carnage, pubblicato nel 2002. È costituito da una singola traccia della durata di 21 minuti e 44 secondi.

## Tracce
1. Halls of Amenti – 21:44

## Formazione
- Leonard "Lenzig" Leal - voce
- Zac Joe - chitarra
- Steve Goldberg - chitarra
- Jawsh Mullen - basso
- John Merryman - batteria